# (8775) Cristata
(8775) Cristata (5490 T-2) – planetoida z grupy pasa głównego asteroid okrążająca Słońce w ciągu 3,73 lat w średniej odległości 2,4 au. Odkryta 30 września 1973 roku.